# Тимочка Крајина
Тимочка Крајина (на влашком Тимок или Ћимок) је географска област у источној Србији која је добила назив по реци Тимок. Према попису из 2022. на подручју Тимочке Крајине било је 197.815 становника.

## Историја
На територији Тимочке Крајине, недалеко од Доњег Милановца, никло је најстарије урбано насеље у Европи, Лепенски Вир, по коме је цела праисторијска култура добила назив, док се у атару села Рудна Глава налазило једно од најстаријих рударства бакра. У античко доба овај простор насељавају трачка племена која носе име Мези, а део Трачана око Тимока по овој реци добија име Тимахи. До 50. године ова област потпада под власт Рима и траје до 395. када је Римско царство подељено. Тада овом облашћу влада Источно римско царство, касније историјски називано Византија. Данас се код Зајечара врши ископавање и делимична реконструкција позно-античког локалитета Феликс Ромулијана (лат. Felix Romuliana) познатијег под именом Гамзиград, док се недалеко од Кладова налазе остаци некада највећег моста на свету, Трајановог моста, и тврђава Диана. Поред споменутог, на територији општине Неготин налазе се остаци римске царске палате, а на 8 km од Књажевца остаци најстаријег војног утврђења у Тимочкој Крајини - Timacum Minus.
У средњем веку ову област контролишу Византија, Бугарска, Угарска и напослетку Османско царство. Српска држава Стефана Немање је у једном кратком периоду управљала овом облашћу или је област била под влашћу Видинског кнеза који је вазал Српске. После Маричке битке 1371. и Косовског боја 1389. у овој области учврстило се Османско царство, све до Аустријско-турског рата завршеног 1718. године, када северни део ове области постаје део Тамишког Баната. Након Београдског мира Тимочка Крајина поново постаје део Османског царства. Током Првог српског устанка цео овај крај ће бити ослобођен, али ће са крахом устанка он поново пасти у руке Османлија. Са Другим српским устанком северозападни делови Тимочке Крајине, као што је Пореч, биће од 1815. део Кнежевине Србије, док ће остали делови бити припојени аутономном књажеству Српском 1833. године. Године 1867. за време владавине кнеза Михаила Обреновића и Кладово је предато Србији. Словенско становништво које се настанило у раном средњем веку готово је ишчезло до 15. века. Тада три српске и једна влашка струја насељавају област.
Између 1918. и 1922, постоје две области у Краљевини Срба, Хрвата и Словенаца - срезови Крајина и Тимок, а од 1922. једна област са седиштем у Зајечару. 1929. област улази у састав Моравске бановине са седиштем у Нишу.

## Географија
Тимочка Крајина се налази у источној Србији и обухвата крајеве доњег тока Дунава и поречје Тимокa, а добрим делом се протеже до Карпатско-балканских планина. На северу и североистоку се граничи са Румунијом, а на истоку са Бугарском. Површина области износи 7.131 km².

### Реке
Најзначајнија река свакако јесте Тимок, по којој је и цела област добила име. Река Велики Тимок настаје уливањем Белог у Црни Тимок, док Бели Тимок настаје спајањем Трговишког и Сврљишког Тимока.
Други значајнији водени токови јесу Брестовачка река, Борска река, Злотска река, Вратна и Мали Пек.

### Језера
Тимочка Крајина богата је језерима, а најзначајнија међу њима јесу Борско, Грлишко и Рготско језеро.

### Планине
Најзначајније планине Тимочке Крајине су Хомољске планине, Кучајске планине, Ртањ, Мироч, Стол, Дели Јован, Велики Крш, Мали Крш, Старица, Озрен и Тресибаба.

### Остало
Остали значајни геоморфолошки локалитети на подручју Тимочке Крајине су:
- клисуре и кањони: Ђердапска клисура, кањон реке Вратне, Лазарев кањон;
- пећине: Рајкова пећина, Лазарева пећина, Боговинска пећина;
- прерасти: Ваља прераст, Вратњанске капије

## Административна подела
Административно, област Тимочке Крајине чини два округа, Зајечарски и Борски. У ова два округа налази се два града и шест општина:
| Грб             | Општина/град    | Седиште         | Округ           | Површина (km²) | Становништво (2022) | Број насеља |  |
|                 | Бор             | Бор             | Борски          | 856         | 40.845              | 14          |  |
|                 | Неготин         | Неготин         | Борски          | 1.090       | 28.261              | 39          |  |
|                 | Кладово         | Кладово         | Борски          | 629         | 17.435              | 23          |  |
|                 | Мајданпек       | Мајданпек       | Борски          | 932         | 14.559              | 14          |  |
|                 | Зајечар         | Зајечар         | Зајечарски      | 1.069       | 48.621              | 42          |  |
|                 | Бољевац         | Бољевац         | Зајечарски      | 828         | 10.184              | 20          |  |
|                 | Књажевац        | Књажевац        | Зајечарски      | 1.202       | 25.341              | 86          |  |
|                 | Сокобања        | Сокобања        | Зајечарски      | 525         | 13.199              | 25          |  |
| Тимочка Крајина | Тимочка Крајина | Тимочка Крајина | Тимочка Крајина | 7.131       | 197.815             | 263         |  |

Укупна површина области износи 7.131 km² од чега 3.507 km² (49%) припада Борском, а 3.624 km² (51%) Зајечарском округу.

## Демографија
Према последњем попису из 2022. на подручју Тимочке Крајине било је 197.815 становника што је за 19,25% мање у односу на 2011. када је било 244.959 становника.
| Демографија | Демографија | Демографија |
| Година      | Становника  | Становника  |
| ----------- | ----------- | ----------- |
| 1948.       | 317.652     |             |
| 1953.       | 329.305     |             |
| 1961.       | 338.719     |             |
| 1971.       | 348.272     |             |
| 1981.       | 351.145     |             |
| 1991.       | 336.849     |             |
| 2002.       | 284.112     |             |
| 2011.       | 244.959     |             |
| 2022.       | 197.815     |             |

#### Етнички састав
Када је реч о етничкој структури становништва, већину чине Срби, док су најбројније мањине Власи и Роми:
2002.
- Срби = 243.148 (85,58%)
- Власи = 23.604 (8,31%)
- Роми = 2.723 (0,96%)

2011.
- Срби = 202.470 (82,65%)
- Власи = 19.567 (7,99%)
- Роми = 4.250 (1,73%)

| Етнички састав према попису из 2022.‍ | Етнички састав према попису из 2022.‍ | Етнички састав према попису из 2022.‍ | Етнички састав према попису из 2022.‍ | Етнички састав према попису из 2022.‍ |
| ------------------------------------ | ------------------------------------ | ------------------------------------ | ------------------------------------ | ------------------------------------ |
|                                      |                                      |                                      |                                      |                                      |
| Срби                                 | Срби                                 |                                      | 162.414                              | 82,10%                               |
| Власи                                | Власи                                |                                      | 11.336                               | 5,73%                                |
| Роми                                 | Роми                                 |                                      | 3.521                                | 1,78%                                |
| Румуни                               | Румуни                               |                                      | 1.005                                | 0,51%                                |
| Македонци                            | Македонци                            |                                      | 450                                  | 0,23%                                |
| Југословени                          | Југословени                          |                                      | 396                                  | 0,20%                                |
| Бугари                               | Бугари                               |                                      | 328                                  | 0,17%                                |
| Црногорци                            | Црногорци                            |                                      | 226                                  | 0,11%                                |
| Хрвати                               | Хрвати                               |                                      | 172                                  | 0,09%                                |
| Албанци                              | Албанци                              |                                      | 142                                  | 0,07%                                |
| Муслимани                            | Муслимани                            |                                      | 98                                   | 0,05%                                |
| Остали                               | Остали                               |                                      | 1.105                                | 0,56%                                |
| Регионално                           | Регионално                           |                                      | 74                                   | 0,04%                                |
| Неизјашњени                          | Неизјашњени                          |                                      | 4.736                                | 2,39%                                |
| Непознато                            | Непознато                            |                                      | 11.812                               | 5,97%                                |

#### Језици
Од дијалеката српског језика у северном делу говори се косовско-ресавски дијалект, а на југу призренско-тимочки дијалект познат и под називом торлачки. Влашки се говори највише у северном и централном делу области.

#### Религија
Становништво је скоро искључиво хришћанско (огромном већином православно, са малобројним римокатолицима који имају цркву у Зајечару и Бору и још малобројнијим адвентистима, са црквама у Кладову, Неготину и Зајечару).
Религија утиче на националну свест становништва тако да су појмови религије и националности у великој мери изједначени. Државе на националној основи јављају се тек у 20. веку, тако да се добар део Влаха који живе неколико векова заједно са Србима изјашњава као Срби. На ово утиче и језик који, иако спада у романску групу језика, има многе словенске карактеристике - нарочито кад су у питању позајмљенице.

## Туризам
Подручје Тимочке Крајине поседује велики број туристичких потенцијала од којих се посебно могу издвојити природни потенцијали (Стара планина, Кучајске планине, Лазарев кањон, Злотске пећине, Борско језеро, Ртањ, Црни Врх итд). Још један позитиван фактор за развој различитих видова туризма представља погодна локација подручја, између Румуније на североистоку и Бугарске на истоку, са јаким гравитационим центрима (Београд, Ниш, Софија, Видин) у окружењу. Ту је и повољна веза са коридором VII (Дунав) и релативно приступачним коридором X и коридором IV.
Туристички потенцијали региона су неравномерно развијени. Од релативно развијених (Сокобања, археолошка налазишта Феликс Ромулијана и Лепенски Вир, парк природе Стара планина (Бабин зуб), национални парк „Ђердап”, Гамзиградска и Брестовачка бања) до недовољно развијених (градови Зајечар и Бор и остали општински центри, са преко 50 културно-уметничких и спортских манифестација, природних и културно-историјских знаменитости, ловишта, туристичких места у суседству и почецима сеоског туризма у малом броју околних села).
Постојећа туристичка и рекреативна понуда целе Тимочке Крајине није довољно препозната и развијена. Регион има велики потенцијал за развој културног туризма (због великог броја културних споменика, археолошких налазишта, историјских споменика и природних подручја), здравственог тј. бањског туризма (зато што постоји дуга традиција у овој врсти туризма и постоји велики потенцијал у постојећим термалним изворима који се користе у разне терапеутске сврхе) и планинског туризма (због Старе планине са највишим планинским врхом у централној Србији, Миџором (2.169 m), као и других планина које су погодне за планинарење и скијање). Осим наведених потенцијал за развој имају и наутички туризам (јер у делу Дунава који протиче Тимочком Крајином постоје атрактивни делови као што је Ђердапска клисура где је Дунав најдубљи у читавом свом току, а ту је и варошица Доњи Милановац), сеоски туризам (због постојања очуваних аутентичних руралних подручја са традиционалним сеоским животом, укључујући и јединствене винске подруме у Рајцу, Рогљеву и Смедовцу) и специјализовани облици туризма, као што је ловни туризам и спелеологија (због великог броја ловишта и атрактивних пећина које се сматрају најлепшим и најдужим у Србији).

## Економија
Област је богата бакром и златом, посебно у Борском округу. На Дунаву су изграђена два велика хидроенергетска система, Ђердап I и Ђердап II.